# Бразильско-российские отношения
Российско-бразильские отношения (порт. relações entre Brasil e Rússia) являются традиционно тесными, отношения характеризованы важным сотрудничеством в торговых, военных и технологических отраслях. В наше время Бразилия является важным партнёром Российской Федерации с общими интересами в космической технологии, военной технике, технологии связи и в других сегментах. В 2012 году на Бразилию пришлось 0,7 % товарооборота России, объем внешней торговли составил 5,9 млрд долларов, в том числе российский экспорт 2,8 млрд долларов.
Бразилия была первым государством Латинской Америки, с которым Россия установила дипломатические отношения, в силу того, что Бразилия была тогда монархией.

## История

### Российская империя и Бразилия
Первые двусторонние связи между жителями стран датируются второй половиной XVIII века, когда в Бразилии побывали русские моряки, проходившие практику на английских судах. В Бразилии с чувствами симпатии и поддержки следили за борьбой русского народа против нашествия Наполеона.
В 1828 году Бразилия стала первым из получивших независимость стран Латинской Америки, которую признала Россия и установила с ней дипломатические отношения. В  те же 20-е годы серьезный вклад в изучение Бразилии внес русский ботаник и этнограф Григорий Лангсдорф. Со второй половины XIX века в Россию стали поступать продукты бразильского экспорта: кофе, сахар, пряности. Тогда же зародились и культурные связи: в 80-е годы прошли гастроли знаменитого русского певца-тенора Николая Фигнера в Бразилии. В 1867 году Россию посетил бразильский император Педру II. Однако визит имел неформальный характер. Педру побывал в Петербурге и Киеве, а также посетил Ливадию, где его тепло приняла отдыхавшая там семья Романовых. В начале XX века контакты двух стран поднялись на более высокий уровень: Бразилия в числе других латиноамериканских стран приняла участие во 2-й конференции мира в Гааге, одним из инициаторов которой была Россия.
В 1916 году русский товаро-пассажирский пароход «Сучан» (бывшее немецкое судно Spezia) был захвачен немецкой подводной лодкой, а экипаж и пассажиры попали в плен, включая нескольких бразильских граждан. Бразилия объявила Германии войну 26 октября 1917 года, таким образом в Первой мировой войне Бразилия и Россия стали союзниками в войне против Центральных держав.

### СССР и Бразилия
После Октябрьской революции 1917 года дипломатические отношения между обеими странами были прерваны на два с лишним десятилетия. Отношения СССР и Бразилии складывались тяжело во многом потому, что власти латиноамериканской страны опасались «экспорта революции». В Бразилии до начала 1980-х годов действовала довольно жесткая цензура, и книги революционного содержания, найденные при аресте, объявлялись «орудием политического преступления». После попытки революции 1935 года цензура ужесточилась — одно время арестовывались все книги на иностранных языках для проверки, а запрещенные сжигались. Например, в 1937 году было сделано предупреждение всем владельцам типографий, издательств и книжных магазинов что они будут наказаны изъятием всей прибыли, если будут продавать труды Маркса, Ленина, Сталина, Троцкого и «других запрещенных русских авторов». Несмотря на это, двусторонние контакты продолжали развиваться через советское акционерное общество «Южамторг» (его главная контора находилась в Буэнос-Айресе), шла небольшая торговля. В культурно-научном плане наиболее заметное место заняла поездка по Бразилии в начале 1933 года знаменитого советского ботаника-генетика академика Николая Вавилова.
Став союзником СССР в годы Второй мировой войны, Бразилия предложила ему восстановить дипотношения, что и было сделано 2 апреля 1945 года.  Во время холодной войны Бразилия, как и большинство западных стран, имела нейтральную, но довольно холодную позицию по отношению к Советскому Союзу. Дипломатические отношения были разорваны с 1947 по 1961 годы. Восстановление официальных контактов было приурочено к визиту в 1961 году космонавта Юрия Гагарина в Бразилию, который вручил Президенту страны Послание Верховного Совета СССР. Отношения между двумя государствами были ограничены коммерческой торговлей и соглашениями по сотрудничеству в отраслях минимальной важности. Объем двусторонней торговли был довольно значителен — 835 млн долларов в 1983 году. В годы перестройки он резко сократился: с 468 млн руб. в 1984 году до 267 млн руб. в 1986 году.

### Российская Федерация и Бразилия
После распада Советского Союза и последующего формирования Российской Федерации отношения между двумя странами потеплели и привели к подписанию «Российско-бразильского договора по сотрудничеству» 2 ноября 1997 года.

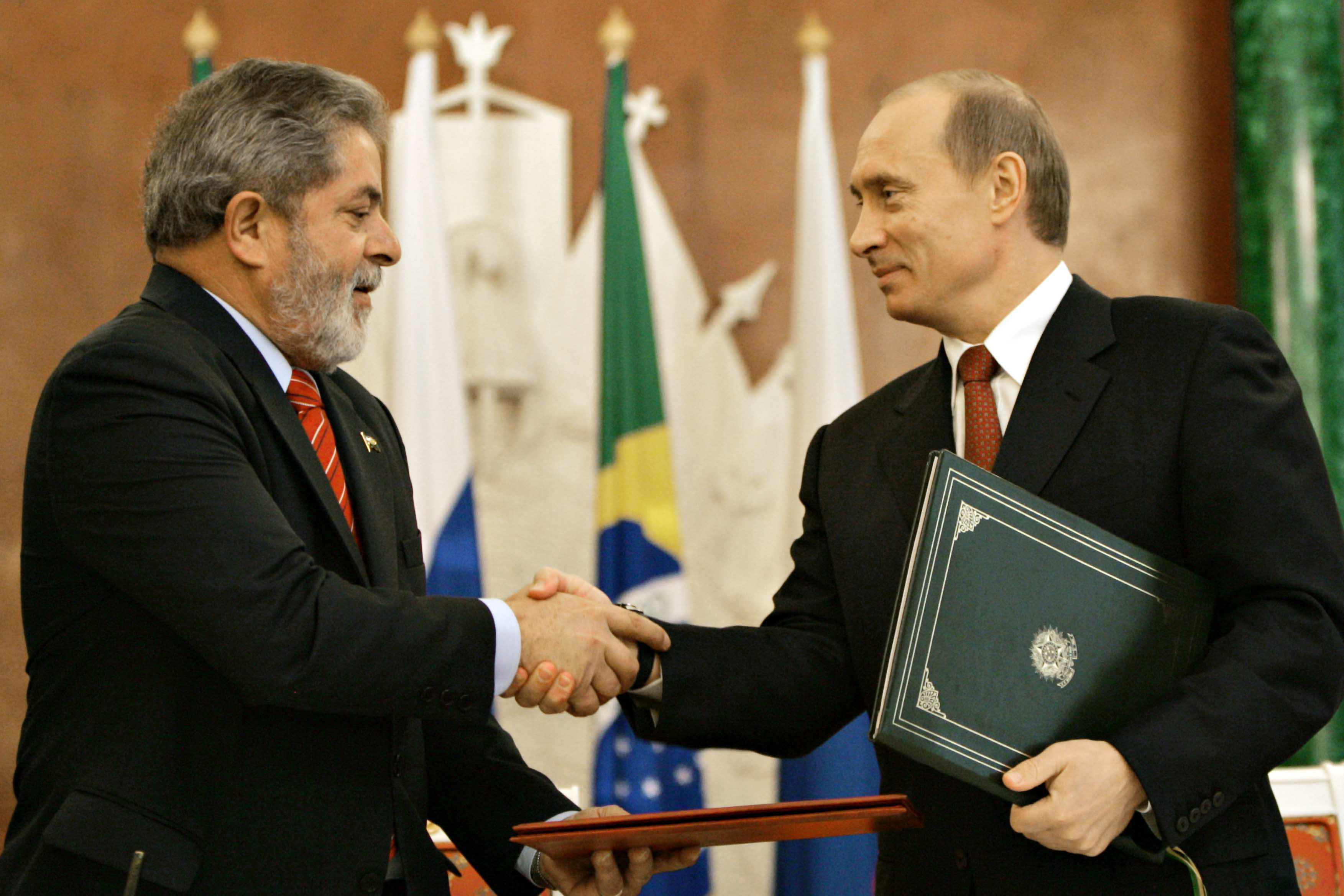
Президенты России и Бразилии подписывают «Российско-бразильский стратегический союз» 18 октября 2005 года.

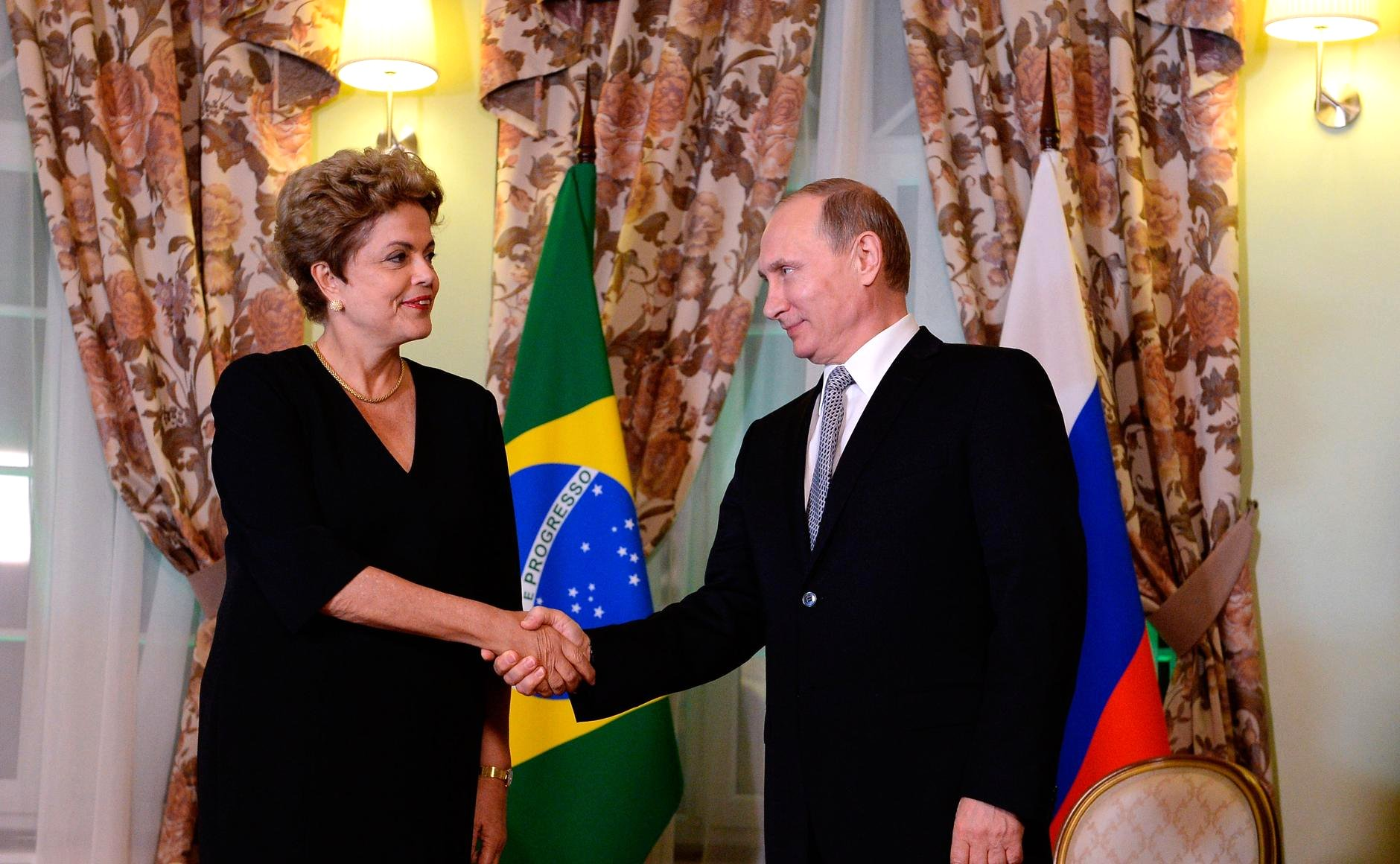
Президент Бразилии Дилма Русеф и Президент России Владимир Путин на VII саммите БРИКС в Уфе, 8 июля 2015 года.

В 2001 году комитет, возглавляемый бывшем вице-президентом Бразилии Марко Масиел и премьер-министром России Михаилом Касьяновым, произвёл несколько долгосрочных двухсторонних договоров, заложив фундамент для стратегического партнерства между двумя странами; была создана «Российско-бразильская правительственная комиссия».
В продолжение развития двусторонних отношений, бывший вице-президент Бразилии Жозе Аленкар посетил Москву в сентябре 2003 года для встречи с президентом Российской Федерации Владимиром Путиным и с членами его кабинета. Страны подписали «Российско-бразильский пакт по военной технологии и поставкам» — важное соглашение в отраслях космической технологии, противоракетной обороне, поставках оружия.
По приглашению президента Бразилии Луиса Инасиу да Силвы Владимир Путин нанёс официальный визит в Бразилию 22 ноября 2004 года.
18 октября 2005 года, во время официального визита бразильского президента в Москву, да Силва и Путин подписали двухсторонний «Российско-бразильский стратегический союз». Также было подписано соглашение, которое позволило первому бразильскому космонавту Маркусу Понтису полететь в космос на борту космического корабля «Союз».
26 ноября 2008 года президент Дмитрий Медведев находился с визитом в Бразилии, где подписал, в частности, соглашения о военно-техническом сотрудничестве и  об отказе от визовых требований при краткосрочных поездках граждан Российской Федерации и граждан Федеративной Республики Бразилия.
В мае 2010 года в Москву с официальным визитом прибыл президент Бразилии Луис Инасиу Лула да Силва. В ходе встречи был подписан «План действий стратегического партнёрства между Российской Федерацией и Федеративной Республикой Бразилией».
В декабре 2012 года президент Бразилии Дилма Роуссефф посетила Москву с официальным визитом, в ходе которого прошли переговоры с президентом России Владимиром Путиным по вопросам диверсификации торговли и углубления стратегического партнёрства, обсуждались перспективы развития сотрудничества в научно-технической и культурно-гуманитарной сферах, был подписан ряд документов, в том числе «План действий стратегического партнерства: дальнейшие шаги».
13—17 июля 2014 года в ходе официального визита президента России Владимира Путина в Бразилию прошли переговоры с Президентом Бразилии Дилмой Роуссефф, по итогам которых подписан пакет документов о сотрудничестве, там же они приняли участие в работе саммита БРИКС, посвященного вопросам политической координации и глобального управления.
В июле 2022 года президент Бразилии Жаир Болсонару заявил, что экономические барьеры, которые Соединённые Штаты и Европа установили против России, не сработали. Благодаря его «балансирующей» позиции по отношению к Владимиру Путину и ведущейся им войне Бразилия смогла приобретать у РФ удобрения, ключевой ресурс обширного бразильского сельскохозяйственного сектора. В последующие 3 года бразильские спецслужбы при сотрудничестве с коллегами из ряда западных стран выявили сеть российских шпионов и агентов — двое из них были арестованы, остальные бежали в Россию, при этом на запросы США и России о выдаче одного из арестованных шпионов власти Бразилии ответили отказом.

## Российско-бразильская комиссия высокого уровня по сотрудничеству

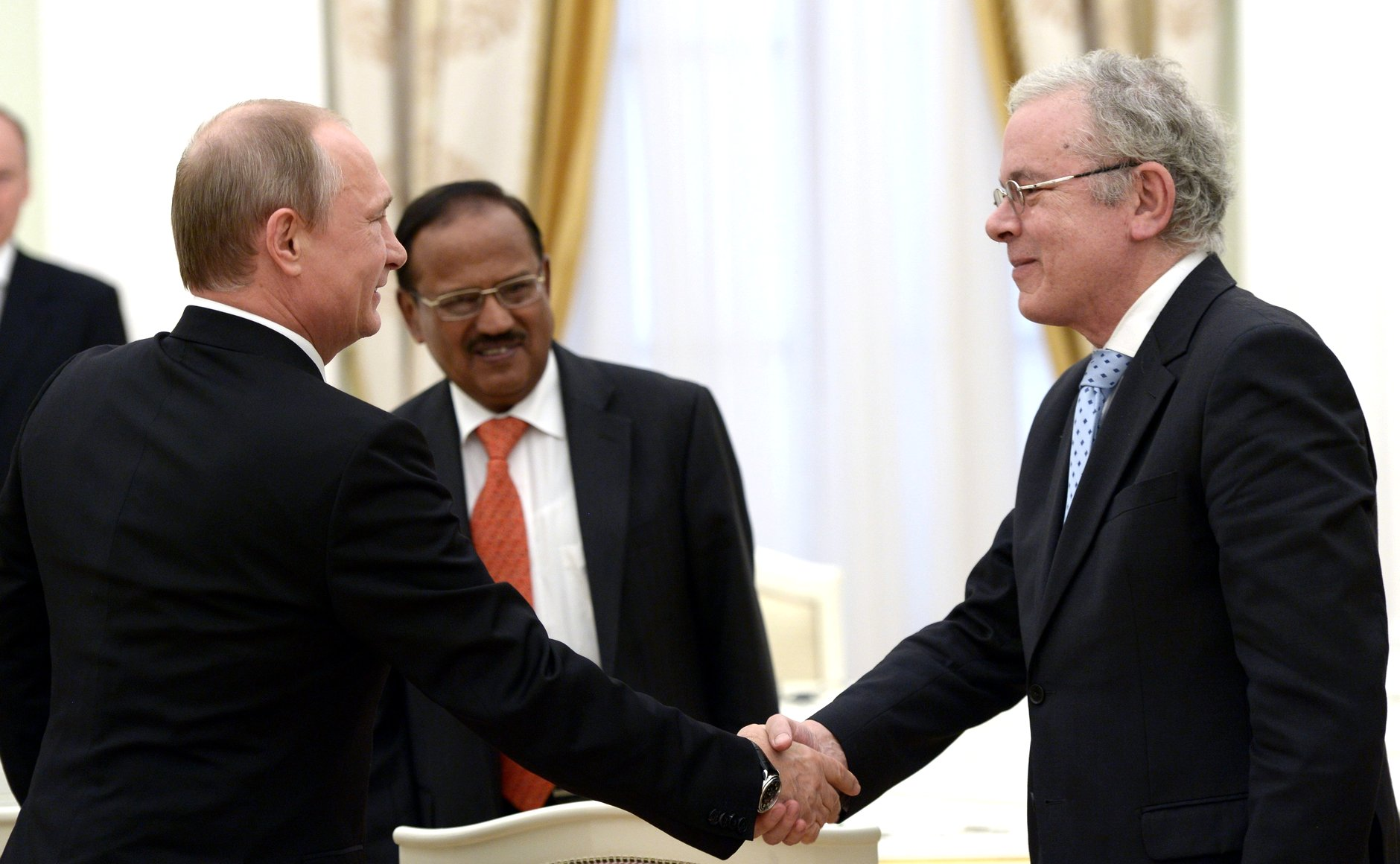
Владимир Путин с Чрезвычайным и Полномочным Послом Федеративной Республики Бразилии в Российской Федерации Антонио Жозе Валлим Геррейро

Комиссия была создана в 1997 году. Она включает в себя:
- межправительственную российско-бразильскую комиссию по торгово-экономическому и научно-техническому сотрудничеству (МПК),
- комиссию по политическим вопросам (Политкомиссия).

Четвёртое заседание Комиссии состоялось в 2006 году. Пятое было проведено 17 мая 2011 года под председательством Премьер-министра РФ Владимира Путина и вице-президента Бразилии Мишела Темера.

Резолю́ция Генера́льной Ассамбле́и ООН ES-11/1 «Агре́ссия про́тив Украи́ны»
За: 141
Против: 5
Воздержались: 35
Отсутствовали: 12
Не члены

## Экономические отношения

### Двусторонняя торговля
Распад СССР привел к кратковременному упадку бразильско-российской торговли. В 1992 году двусторонний товарооборот составил лишь 22 млн долларов. Однако вскоре товарооборот начал расти и в 1997 году составил уже 1,1 млрд долларов. С этого момента Бразилия стала самым крупным торговым партнером России в Латинской Америке и оставалась им в 2000-е и начале 2010-х годов. В 2007—2013 годах на Бразилию пришлось 29,7 % российского экспорта в Латинскую Америку и 45,4 % импорта из РФ в данный регион. Правда, объемы торговли в абсолютных цифрах невелики — годовой товарооборот двух стран составил в 2011 году лишь 1,9 млрд долларов. Всего за 2007—2013 годы стоимость экспорта из РФ в Бразилию составила 12,4 млрд долларов, а бразильского импорта за этот же период — 27,6 млрд долларов. Бразилия является одним из главных поставщиков в РФ сахара-сырца, кофе, говядины и свинины, а значительную долю российского экспорта составляют удобрения. В 2009 году Бразилия обеспечила 67 % импортных потребностей России в сахаре-сырце, 53 % в мороженой говядине, 42 % в свинине, 41 % в сое, 31 % в табачном листе, 21 % в кофе, 13 % в мясе птицы. Бразилия в постсоветский период заменила для России Кубу в качестве основного поставщика сахара-сырца.
В начале 2010-х годов двусторонняя торговля скорее напоминала обмен бразильского мяса на российские удобрения. Так, в 2013 году российский экспорт в Бразилию на 77,6 % состоял из удобрений, а мясо составило 55,9 % бразильских поставок в РФ в том же году. В конце 2000-х годов бразильское мясо стало фактором, существенно осложнившим отношения между двумя странами. В 2005 году в обмен на поддержку вступления России в ВТО со стороны Бразилии РФ обязалась закупить 390 тыс. тонн бразильского мяса. Однако вскоре с российской стороны поставки бразильского мяса стали ограничиваться по ветеринарным соображениям, что вызвало недовольство бразильских властей.
13 июля 2022 года министр иностранных дел Бразилии Карлос Франка заявил, что Бразилия надеется купить как можно больше дизельного топлива у России и некоторые сделки уже закрыты. Он назвал Россию безопасным и очень надёжным поставщиком дизельного топлива. 10 апреля 2023 года Reuters сообщило, что Россия значительно увеличила экспорт дизельного топлива в Бразилию в 2023 году после эмбарго ЕС на российские нефтепродукты. По данным Refinitiv, поставки составили в январе-марте 2023 года 663 000 тонн после 74 000 тонн за весь 2022 год.

### Бразильские инвестиции в Россию
Объем бразильских инвестиций в Россию в 2000-е — 2010-е годы был невелик. Своего рода толчком к проникновению бразильских предпринимателей в РФ стало создание в 2004 году Совета предпринимателей России и Бразилии (позже переименован в Деловой совет России и Бразилии). Однако в 2000-е годы в России были реализованы только два крупных бразильских инвестиционных проекта. В декабре 2007 года в Калининградской области был введен в эксплуатацию совместный с российской фирмой «Мираторг» завод по производству мясных полуфабрикатов «Конкордиа» (в него бразильский инвестор вложил около 40 млн долларов). Однако по итогам 2008 года предприятие понесло убытки, после чего бразильская сторона продала свой пакет акций «Мираторгу». В 2007 году бразильская фирма «Marcopolo S.A.» начала производство автобусов в РФ на базе двух российских предприятий, инвестировав около 300 млн руб, но уже в 2009 году эта компания также объявила о своем выходе из совместного предприятия. Однако интерес к России у компании не пропал. В 2014 году на КАМАЗе презентовали новинку — городской автобус малого класса совместного производства российской компании и «Marcopolo S.A.».

## Сотрудничество в сфере образования
В российских вузах традиционно обучалось относительно немного студентов из Бразилии: например РУДН, основная кузница кадров в СССР для развивающихся стран, за 1966—2008 годы выпустил 186 бразильцев (3,8 % латиноамериканских выпускников этого университета).

## Внешние ссылки
- Министерство иностранных дел Бразилии (порт.)
- Посольство Российской Федерации в Бразилии (порт.) (рус.)
- Посольство Бразилии в Российской Федерации (рус.) (порт.)